# Mohammad Barakeh

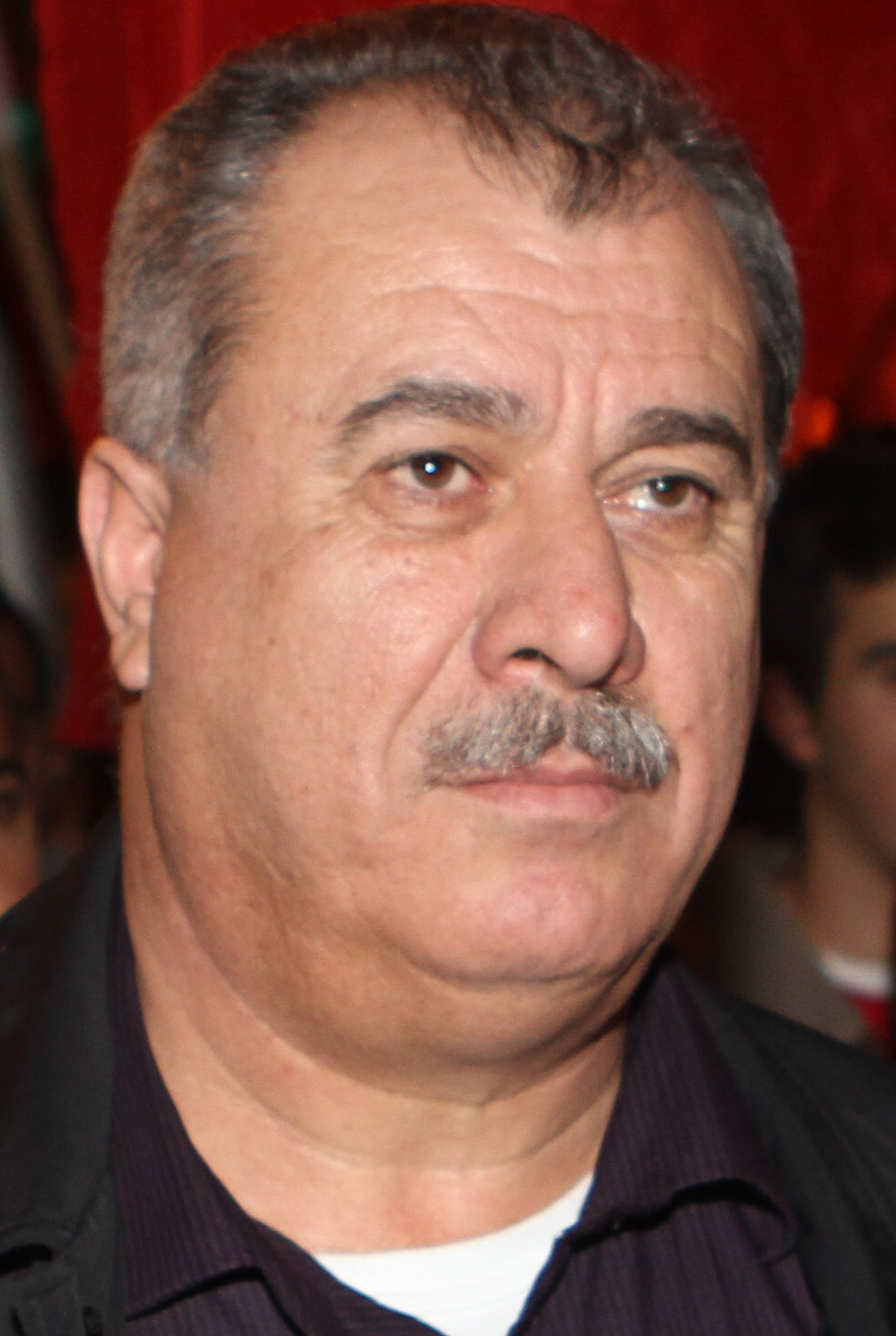
Mohammad Barakeh, 2011

Mohammad Barakeh (hebräisch מוּחַמַּד בָּרָכֵּה‎, * 29. Juli 1955 in Schefar’am) ist ein israelischer Politiker der Chadasch.

## Leben
Barakeh studierte an der Universität Tel Aviv. Von 1999 bis 2015 war Barakeh Abgeordneter in der Knesset. Sein Nachfolger als Parteivorsitzender der Chadasch wurde 2015 Ayman Odeh. Barakeh wurde Mitglied im Hohen Komitee für die Angelegenheiten arabischer Israelis.

## Positionen
Der französische Zeithistoriker und Spezialist der Geschichte der israelischen Linken Thomas Vescovi zitiert eine Aussage von Barakeh, die dieser an einer am 7. November 2023 auf Zoom durchgeführten Konferenz gemacht hat, mit den Worten: „Was sich am 7. Oktober [2023] ereignet hat, kann mit all den Jahren des Leides des palästinensischen Volkes nicht gerechtfertigt werden. Was sich heute in Gaza ereignet kann nicht damit gerechtfertigt werden, was am 7. Oktober geschehen ist.“ Damit, so Vescovi, befindet sich Barakeh argumentativ auf der Linie der radikalen und pazifistischen Linken in Israel.